# Nhái cây Bischoff
Nhái cây Bischoff, tên khoa học Hypsiboas bischoffi, là một loài ếch thuộc họ Nhái bén. Đây là loài đặc hữu của Brasil.
Môi trường sống tự nhiên của chúng là rừng ẩm vùng đất thấp nhiệt đới hoặc cận nhiệt đới, sông ngòi, hồ nước ngọt, đầm nước ngọt, và các đồn điền.
Chúng hiện có khả năng đang bị đe dọa vì mất môi trường sống.

## Hình ảnh

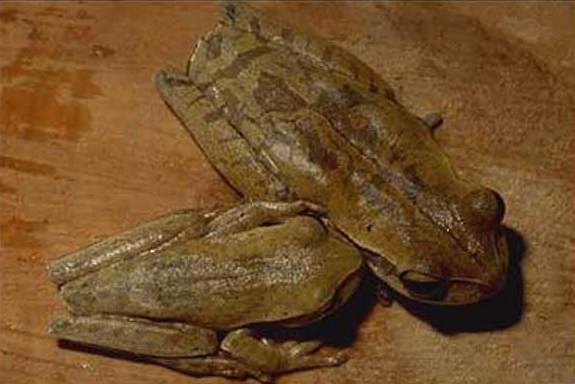
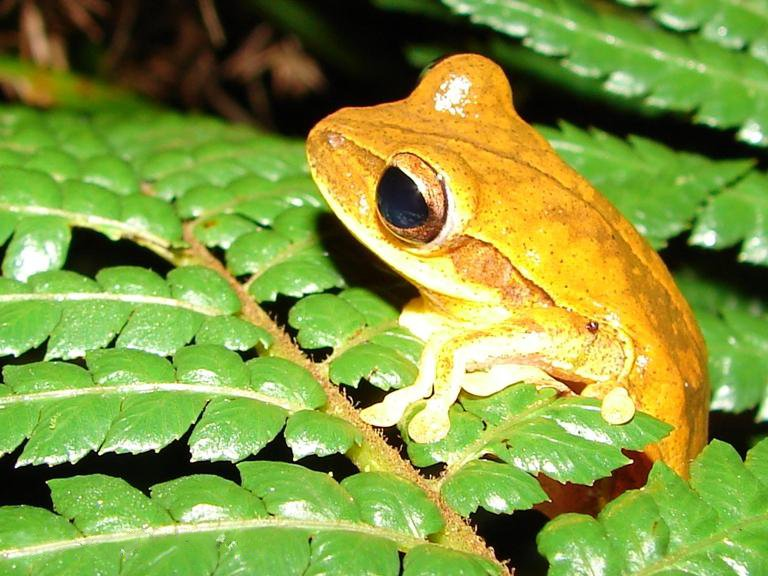
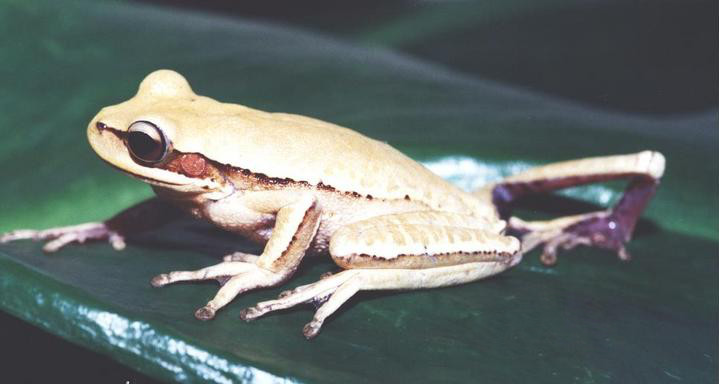
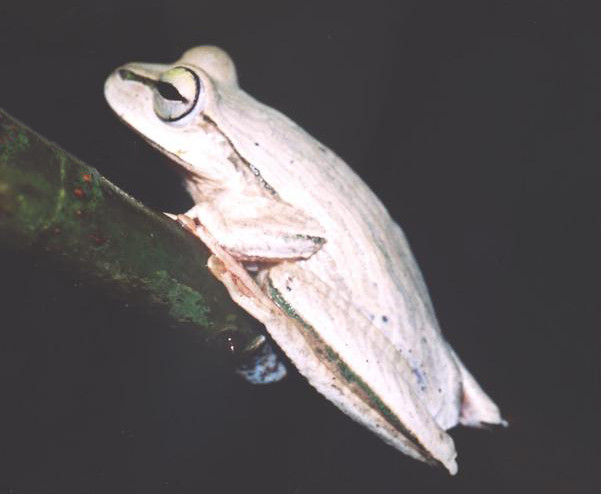